# So (cuisine)
Le so (蘇) était un type de produit laitier fabriqué au Japon entre le VIIe et le Xe siècle. La méthode de préparation de ce plat est notée dans le Engishiki, puisque le so pouvait officiellement servir de cadeau pour l'empereur. Le daigo, un autre produit laitier du Japon ancien, était fait à partir du so .

## Histoire
La première mention du so date du règne de l'empereur Mommu (697-707). Tennyakuryo, alors membre du ministère chargé de la demeure impériale, était responsable de la production de so, qui était utilisé comme un remède et comme offrande aux dieux.
Les sites de productions connus incluent Ajifu, dans la province de Settsu, ville ancienne dont l'emplacement est celui de l'arrondissement d'Higashiyodogawa-ku à Osaka.

## Production
Le so est fabriqué à partir de couches solidifiées de « peau de lait ».

## Goût
Le goût du so est léger, proche du cottage cheese.